# Острови Козачий та Ольжин
«Острови Коза́чий та О́льжин» — частина регіонального ландшафтного парку «Дніпровські острови» (з 2004 року), загальнозоологічний заказник місцевого значення (1999—2004 роки), розташований на території Голосіївського району Київської міськради. Площа — 470 га. Землекористувач — Голосіївська районна адміністрація.

## Історія
Заказник Острови Козачий та Ольжин був створений рішенням Київської міськради від 2 грудня 1999 року № 147/649. Природоохоронний об'єкт заснований з метою збереження цінних природних територій. На території заказника заборонена будь-яка господарська діяльність. Рішенням Київської міськради від 23 грудня 2004 року № 878/2288 було створено регіональний ландшафтний парк Дніпровські острови, до складу якого увійшов заказник як одна з заповідних зон. Керуючою організацією призначено ТОВ Агрокомбінат Хотівський. Згідно з Генеральним планом Києва, до 2025 року планується включення заказника до складу Національного природного парку «Голосіївський».

## Опис
Заказник займає групу Дніпровських островів (Козачий, Проміжний, Ольжин, Тиняцький і Борщовий) та прилеглу акваторію Дніпра, пригирлову частину річки Віта і прилегле урочище Лящівка. Північніше до нього примикає заказник Жуків острів, на схід від острова Козачий — ділянка Дніпровських островів.
Є інформаційні знаки.
Як дістатись: зупинка  База Динамо  (на Столичному шосе) маршрутного таксі № 43, 43К, 311, 313, 315, 811 (від станції метро «Видубичі»), далі пішки приблизно 1,5 км. Найближче метроː   Теремки і   Видубичі.

## Природа
Ландшафт заказника представлений лісами, луками та болотами на заплавних островах, а також водною рослинністю на річці Віта.
У заплавних дібровах зустрічаються дуби віком понад 100 років (висота до 20 м, обхват стовбура на висоті 1,5—3 м). На річці Віта водна рослинність представлена 105 видами.
Серед ссавців фауна заказника представлена такими видами, як видра, горностай, лось, свиня дика, косуля, заєць сірий, білка, бобер, ондатра, лисиця, єнот уссурійський, ласиця мала, куниця, їжак , кажани і гризуни. У заказнику зустрічається безліч птахів, комах, плазунів, земноводних. У водах заказника зустрічається 29 видів риб (сом, лящ, щука, судак).